# 마우로 타소티
마우로 타소티(이탈리아어: Mauro Tassotti, 1960년 1월 19일~)는 이탈리아의 축구 선수, 지도자이다. 그는 17년간을 밀란에서 라이트 백으로 뛰었고, 중앙 수비수로 뛴적도 있었다. 밀란과 함께하며 17개의 주요 대회 우승 타이틀을 따냈는데, 그중에는 5번의 세리에 A 우승과 세 번의 UEFA 챔피언스리그 우승컵을 들었다.
1990년대 초에 그의 나이가 30대에 들었음에도, 그는 1994년 FIFA 월드컵에서 이탈리아 축구 국가대표팀의 일원으로서 활약했다. 1997년에 은퇴한 이후에도 꾸준히 AC 밀란에 남아있으며, 현재는 밀란의 수석 코치 자리를 맡고 있다.

## 일화
- 1994년 미국 월드컵 8강전 스페인과 경기 막바지에 팔꿈치를 휘둘러 루이스 엔리케의 코를 부러뜨렸다. 풀 샨도르 주심이 보지 못했기 때문에 경고도 받지 않고 경기를 마쳤으나, 이후 8경기 출장 금지를 당했다.[1]

## 수상 경력

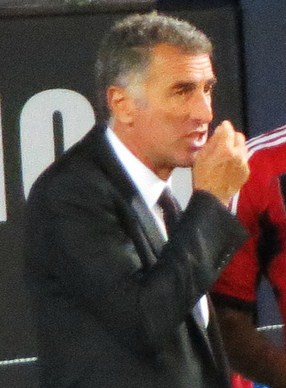
밀란에서 코치직을 수행중인 타소티

### 선수 시절
밀란
- UEFA 챔피언스리그: 1988–89, 1989–90, 1993–94
- UEFA 슈퍼컵: 1989, 1990, 1994
- 인터콘티넨털컵: 1989, 1990
- 세리에 A: 1987–88, 1991–92, 1992–93, |1993–94, 1995–96
- 수페르코파 이탈리아나: 1988, 1992, 1993, 1994